# Острове (Августівський повіт)
Острове (пол. Ostrowie) — село в Польщі, у гміні Штабін Августівського повіту Підляського воєводства.
Населення — 127 осіб (2011).
У 1975-1998 роках село належало до Сувальського воєводства.

## Демографія
Демографічна структура станом на 31 березня 2011 року:
|          | Загалом | Допрацездатний вік | Працездатний вік | Постпрацездатний вік |
| -------- | ------- | ------------------ | ---------------- | -------------------- |
| Чоловіки | 71      | 14                 | 49               | 8                    |
| Жінки    | 56      | 11                 | 27               | 18                   |
| Разом    | 127     | 25                 | 76               | 26                   |